# Odette Capion-Branger
Pour les articles homonymes, voir Capion et Branger.
Odette Branger, née Odette Capion le 14 décembre 1913 à Montpellier (Hérault) et morte le 6 janvier 2004 à Montpellier, est une résistante française.
C'est une figure de la résistance languedocienne,.

## Biographie

### Résistance
Odette Capion-Branger est employée de commerce depuis l'âge 14 ans aux Galeries Lafayette et devient responsable syndicale. Elle adhère au Parti communiste en 1934. Elle est arrêtée sur son lieu de travail le 4 décembre 1940 parce qu'elle est jugée « dangereuse pour la sécurité de l'État ». Elle est emprisonnée à Montpellier puis au camp d'internement de Rieucros, en Lozère de 1940 à 1943,,,,,.
À la suite de très nombreuses pétitions, elle bénéficie d'une libération conditionnelle en février 1943. Dès le début de la guerre, elle participe à la résistance par la rédaction et à la diffusion de tracts. Elle héberge chez elle des résistants. Dès lors elle participe activement à l'organisation des groupes de Francs-tireurs et partisans française (FTPF) : son pseudonyme dans la Résistance est « Denise ». Elle sert d'agent de liaison et s'occupe de ravitaillement en vivres, armes et munitions. Elle prend part à l'évasion de résistants emprisonnés à la prison centrale de Nîmes en février 1944. Arrêtée alors sur dénonciation, Odette alias « Denise » se retrouve incarcérée à la prison de Nîmes jusqu'en juin 1944, puis dans la prison Saint-Joseph à Lyon, et enfin au Fort de Romainville, avant d'être déportée en Allemagne de 1944 à 1945.

### Expérience de la déportation
Odette Capion-Branger est déportée successivement dans les camps de Neue Bremm et de Ravensbrück avant d'être affectée au « kommando » de Beendorf où elle fabrique et sabote des moteurs de V1. Le camp de concentration est évacué en mai 1945 : Odette Capion-Branger revient en France le 26 juin 1945 après avoir stationné quelques semaines en Suède. Plus tard, elle témoigne sur les expériences médicales, sur la solidarité et sur la résistance en camp de concentration.

## Distinctions
Le titre de Combattant volontaire de la Résistance (CVR) a été attribué à Odette Capion-Branger le 8 janvier 1953 par l'Office Départemental des Anciens Combattants de l'Hérault. Elle a également été honorée de la Médaille de la Résistance[réf. nécessaire], de la médaille militaire, de la Légion d'honneur, de la Médaille de la déportation et de l'internement pour faits de Résistance et de la Croix de guerre,.

### Filmographie
- Les indésirables, documentaire réalisé en 2014 par Bénedicte Delfaut [présentation en ligne].